# My-Cephei-Sterne
µ-Cephei-Sterne sind eine veraltete Klasse von veränderlichen Riesen- und Überriesensternen. Namensgeber ist der „Granatstern“ µ Cep im Sternbild Kepheus.
Die Klasse wurde von Joseph Plassmann definiert als veränderliche Sterne der Spektralklassen G8 bis M6, mit sehr langperiodischen Helligkeitsschwankungen, meistens mit kleiner Amplitude, unterbrochen durch Stillstände oder kürzere Schwankungen. Die als µ-Cephei-Sterne klassifizierten Sterne werden im General Catalogue of Variable Stars (GCVS) heute den halbregelmäßigen, unregelmäßigen oder nicht veränderlichen Sternen zugeordnet.